# Milo Sarens
Emiel (Milo) Sarens (Hombeek, 1 juli 1937 – Antwerpen, 14 juni 2020) was een Belgisch bokser.
Tijdens de Olympische Spelen van 1960 in Rome kwam Sarens uit in de klasse van de middengewichten. Hij was vrij in de eerste ronde en werd uitgeschakeld in de tweede ronde.
Na de Olympische Spelen werd Sarens beroepsbokser. Zijn grootste verwezenlijking was in het Sportpaleis in Antwerpen waar hij het, in 1963, acht rondes uithield tegen Sugar Ray Robinson, die hem uitschakelde met knock-out.
Milo Sarens overleed in 2020 enkele weken voor zijn 83e verjaardag.